# Louis Nathaniel Rossel

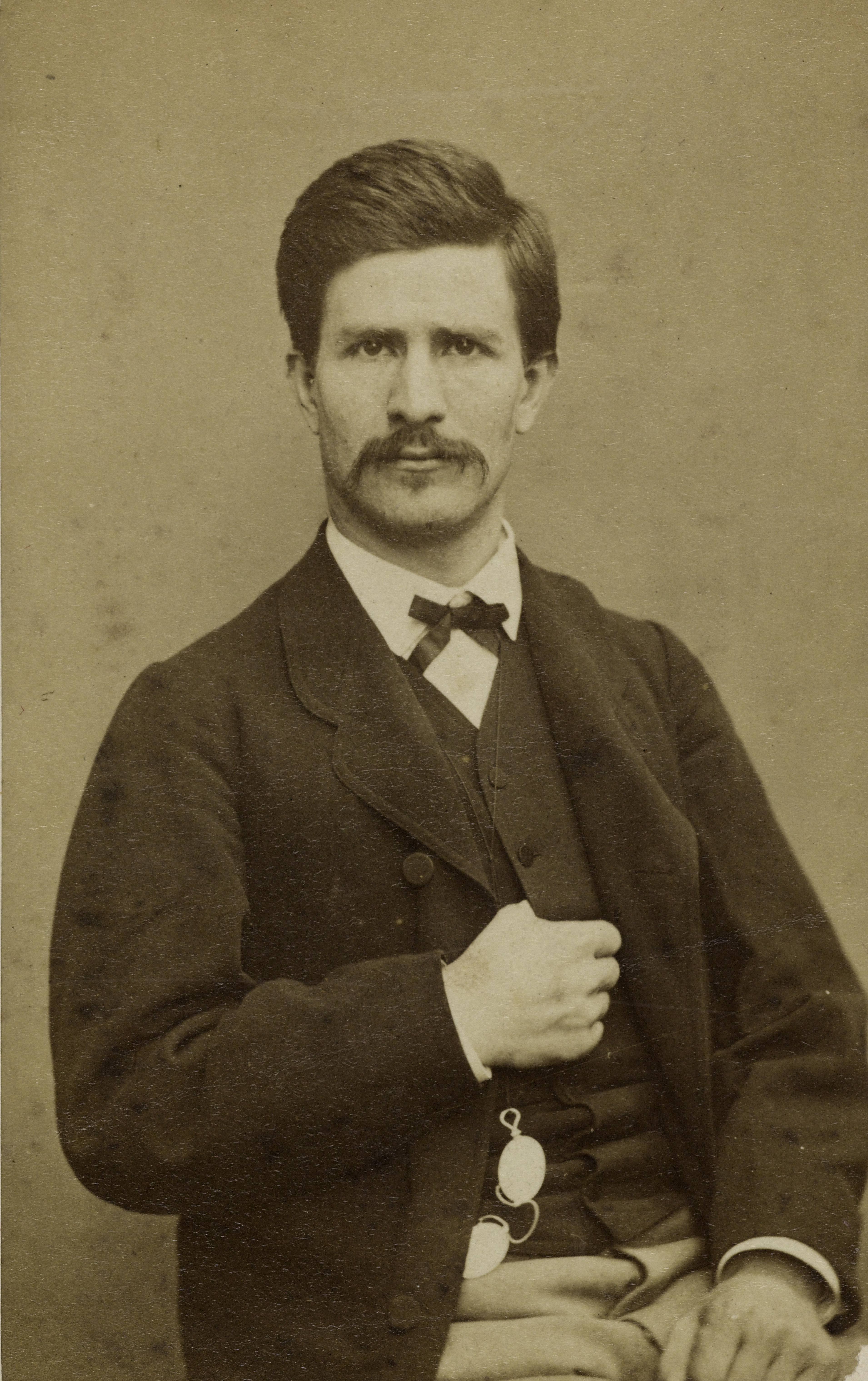
Louis Nathaniel Rossel

Louis Nathaniel Rossel (Saint-Brieuc, 9 september 1844 - Versailles, 28 november 1871) was een Frans officier tijdens het Tweede Franse Keizerrijk en een van de militaire leiders van de Commune van Parijs (1871). Tijdens de repressie na het neerslaan van de Commune kreeg hij de doodstraf.

## Levensloop
Hij was een zoon van Louis Rossel en van Sarah Campbell. Zijn vader was een beroepsmilitair afkomstig uit een protestantse familie uit de Cevennen; zijn moeder was een Engelse. Hij werd geboren in Saint-Brieuc waar zijn vader toen gelegerd was. Ook Louis Nathaniel Rossel koos voor een militaire carrière: op zijn elfde ging Prytanée de la Flèche en op zijn achttiende naar de prestigieuze École polytechnique. In 1864 volgde hij les aan de École de Génie. Aan de vooravond van de Frans-Duitse Oorlog was hij als kapitein gelegerd in Bourges. Hij werd ingedeeld in het leger van maarschalk Bazaine en was vanaf 4 augustus 1870 in Metz waar hij onder generaal Sigismond de Berckheim werd ingezet bij het versterken van de stad. Op 28 oktober werd hij krijgsgevangen gemaakt maar hij wist dezelfde dag nog te ontsnappen. Via Luxemburg, België en Engeland keerde hij terug naar het onbezette deel van Frankrijk.

### Commune van Parijs

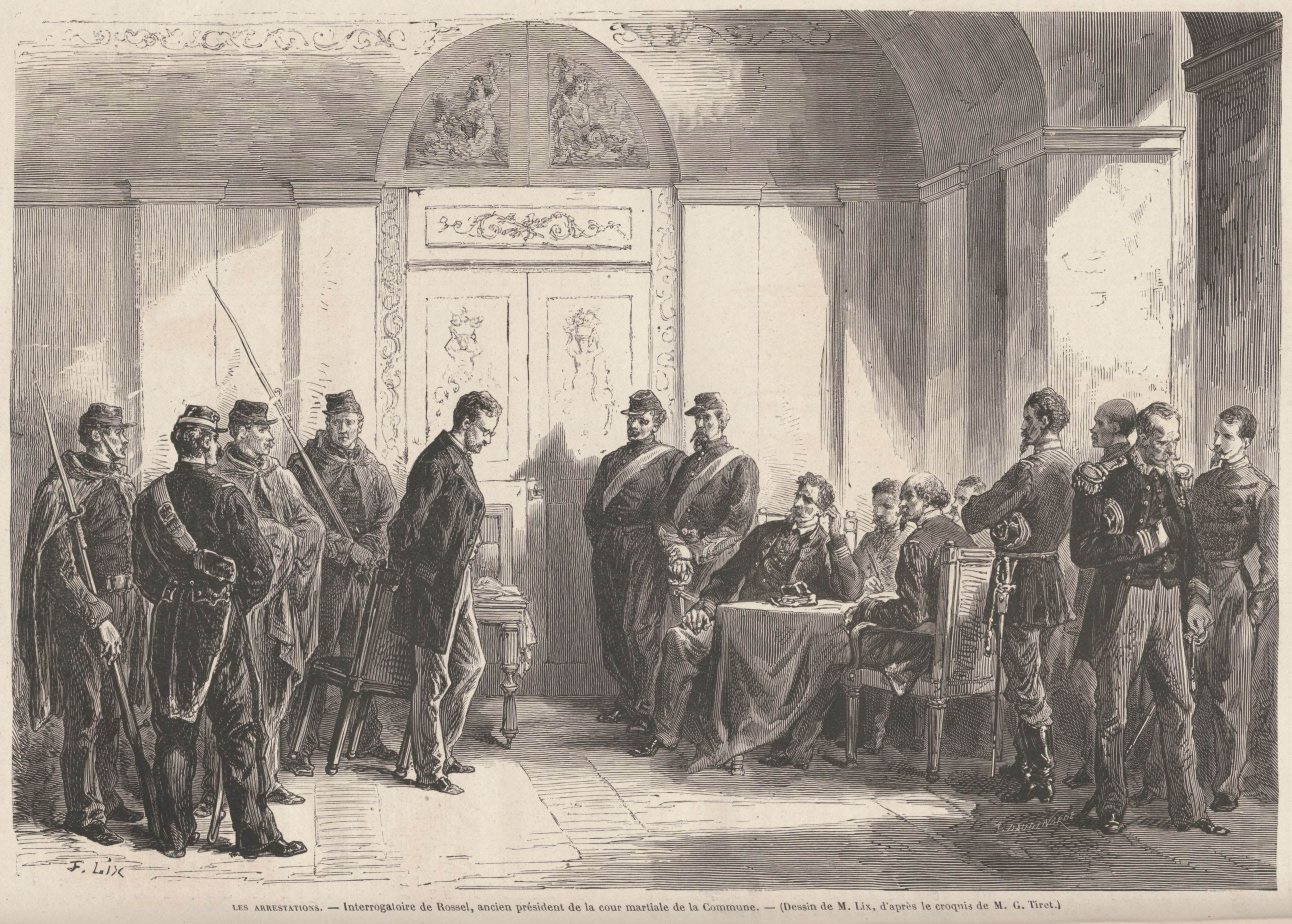
Verhoor van Rossel na zijn arrestatie

Hij was kolonel van de genie in Nevers op het moment dat de Franse regering de wapenstilstand tekende. Rossel, een overtuigd republikein, kon dit moeilijk aanvaarden en reisde af naar Parijs waar hij op 20 maart 1871 aankwam. Hij werd er aan het hoofd gesteld van het XVIIe Legioen van de Nationale Garde en opgenomen in de generale staf. Het kwam regelmatig tot aanvaringen met de andere militaire leiders van de Commune, Jaroslaw Dombrowski, Émile Eudes en Gustave Cluseret. Rossel probeerde de discipline te herstellen en werd ook aangesteld als voorzitter van de krijgsraad. Beu omdat zijn bevelen niet werden opgevolgd, nam hij op 9 mei ontslag uit zijn functies. Hij werd vervolgens gearresteerd omdat de val van het Fort van Issy, waar hij toen verantwoordelijk voor was, hem werd aangewreven. Met de hulp van zijn vriend Charles Gérardin wist hij te ontsnappen en hij hield zich tijdens het einde van de Commune schuil in een hotel onder een valse naam. Daar werd hij op 8 juni gearresteerd door de politie.

### Proces
Hij werd voor de krijgsraad gedaagd en op 7 oktober werd hij veroordeeld tot de dood door de kogel. Deze veroordeling leidde tot straatprotesten en artikelen in de liberale pers die hem verdedigde. Rossel werd voorgesteld als een patriot die niet had deelgenomen aan de bloedige week aan het einde van de Commune van Parijs. Maar de regering wilde hem tot voorbeeld stellen en weigerde hem gratie te verlenen. In zijn cel schreef Rossel zijn memoires waarin hij pleitte voor algemeen onderwijs. Op 28 november 1871 stierf hij voor het vuurpeloton in de kazerne van Satory.